# Steve Locher
Steve Locher (Salins, 19 settembre 1967) è un allenatore di sci alpino ed ex sciatore alpino svizzero.
I suoi principali risultati sono le due medaglie di bronzo vinte ai XVI Giochi olimpici invernali di Albertville 1992 e ai Mondiali di Vail/Beaver Creek 1999; in Coppa del Mondo vanta tre vittorie e nove podi.

## Biografia

### Carriera sciistica

#### Stagioni 1985-1992
Nato a Salins, comune in seguito unito alla città di Sion, Locher debuttò in campo internazionale ai Mondiali juniores di Jasná 1985; in Coppa del Mondo ottenne il primo piazzamento il 23 gennaio 1990 a Veysonnaz in slalom gigante (13º) e la prima vittoria, nonché primo podio, pochi giorni dopo, il 29 gennaio nel supergigante di Val-d'Isère.
Esordì ai Campionati mondiali a Saalbach-Hinterglemm 1991, piazzandosi 6º nel supergigante e 5º nella combinata, e ai Giochi olimpici invernali ad Albertville 1992, dove vinse la medaglia di bronzo nella combinata e non completò né lo slalom gigante né lo slalom speciale.

#### Stagioni 1993-1998
Ai Mondiali di Morioka 1993 fu 8º nello slalom gigante e 5º nella combinata; nella stagione successiva, dopo aver vinto il prestigioso slalom gigante di Coppa del Mondo della Gran Risa in Alta Badia il 19 dicembre, partecipò ai XVII Giochi olimpici invernali di Lillehammer 1994, piazzandosi 12º nella combinata e non completando lo slalom gigante.
Nel 1996 disputò i Mondiali della Sierra Nevada, arrivando 30º nel supergigante e 5º nello slalom gigante, e vinse la sua ultima gara di Coppa del Mondo, lo slalom gigante di Sölden del 27 ottobre; ai successivi Mondiali di Sestriere 1997 fu 21º nel supergigante e 4º nello slalom gigante, mentre ai XVIII Giochi olimpici invernali di Nagano 1998, sua ultima presenza olimpica, si piazzò 14º nel supergigante e 6º nello slalom gigante.

#### Stagioni 1999-2002
Al congedo iridato, Vail/Beaver Creek 1999, Locher si aggiudicò la medaglia di bronzo nello slalom gigante e si classificò 7º nel supergigante; nella stessa stagione salì per l'ultima volta sul podio in Coppa del Mondo con il 2º posto nello slalom gigante della Sierra Nevada del 14 marzo.
Terminò la sua carriera sportiva alla fine della stagione 2001-2002; la sua ultima gara di Coppa del Mondo fu il supergigante di Lillehammer Kvitfjell del 3 marzo, che chiuse al 35º posto, e si congedò dal Circo bianco in occasione di una gara FIS disputata a Visperterminen il 3 aprile.

### Carriera da allenatore
Dal 2005 è allenatore di sci; lavora presso la struttura SUS allestita Pirmin Zurbriggen e, in particolare, nella stazione sciistica di Cône de Thyon, nel Canton Vallese, dove allena una quarantina di atleti. In ambito federale allena uno dei gruppi di Coppa del Mondo della nazionale elvetica.
Nel 2016 viene nominato responsabile, per la Coppa del Mondo, delle discipline tecniche della nazionale italiana.

### Altre attività
Durante l'inverno è commentatore sportivo della Televisione svizzera francese, per la quale si occupa delle gare di sci alpino insieme a William Besse.

## Palmarès

### Olimpiadi
- 1 medaglia:
  - 1 bronzo (combinata ad Albertville 1992)

### Mondiali
- 1 medaglia:
  - 1 bronzo (slalom gigante a Vail/Beaver Creek 1999)

### Coppa del Mondo
- Miglior piazzamento in classifica generale: 15º nel 1997
- 9 podi:
  - 3 vittorie
  - 4 secondi posti
  - 2 terzi posti

#### Coppa del Mondo - vittorie
| Data             | Località    | Paese   | Specialità |
| ---------------- | ----------- | ------- | ---------- |
| 29 gennaio 1990  | Val-d'Isère | Francia | SG         |
| 19 dicembre 1993 | Alta Badia  | Italia  | GS         |
| 27 ottobre 1996  | Sölden      | Austria | GS         |

Legenda:

SG = supergigante

GS = slalom gigante

### Coppa Europa
- Miglior piazzamento in classifica generale: 9º nel 1989

### Campionati svizzeri
- 5 medaglie (dati dal 1995)[4]:
  - 1 oro (slalom gigante nel 1998)
  - 1 argento (slalom gigante nel 1997)
  - 3 bronzi (supergigante, slalom gigante nel 1996; supergigante nel 1998)